# الجبهة الوطنية للعدالة
الجبهة الوطنية للعدالة (بالفرنسية: Front National pour la Justice)‏ هي حزب سياسي إسلامي في جزر القمر.

## التاريخ
أسس الحزب أحمد سامبي،  بعد عودته إلى الوطن من الدراسة في الخارج. كان واحداً من أحزاب المعارضة القليلة التي خاضت الانتخابات البرلمانية عام 1996، وفاز بثلاثة مقاعد من أصل 43 في جمعية الاتحاد، وكان سامبي ضمن نواب الحزب.
انضم الحزب إلى الحكومة في أعقاب انقلاب 1999، لكنه غادر في أكتوبر 2001 بعد أن وافقت الحكومة على حذف كلمة «إسلامي» من الاسم الرسمي للبلاد في الدستور الجديد الجاري وضعه.
في عام 2006 خاض سامبي الانتخابات الرئاسية كمستقل وفاز بنسبة 58٪ من الأصوات.